# Brenden Hall
Brenden Hall OAM (Nambour, 27 de maio de 1993) é um nadador paralímpico australiano. É aluno bolsista da Academia de Esportes de Queensland desde 2016. Representou Austrália nos Jogos Paralímpicos de Verão de 2016 no Rio de Janeiro, onde, na prova dos 400 metros livre S9, conquistou a medalha de ouro. Nestes Jogos, obteve o bronze nos 100 metros costas da categoria S9.
Antes, Hall havia disputado as Paralimpíadas de Londres 2012, no Reino Unido e encerrou sua participação com três medalhas, das quais duas de ouro, obtidas nos 400 metros livre S9 e no 4x100 metros. Já a de prata veio no 4x100 medley.

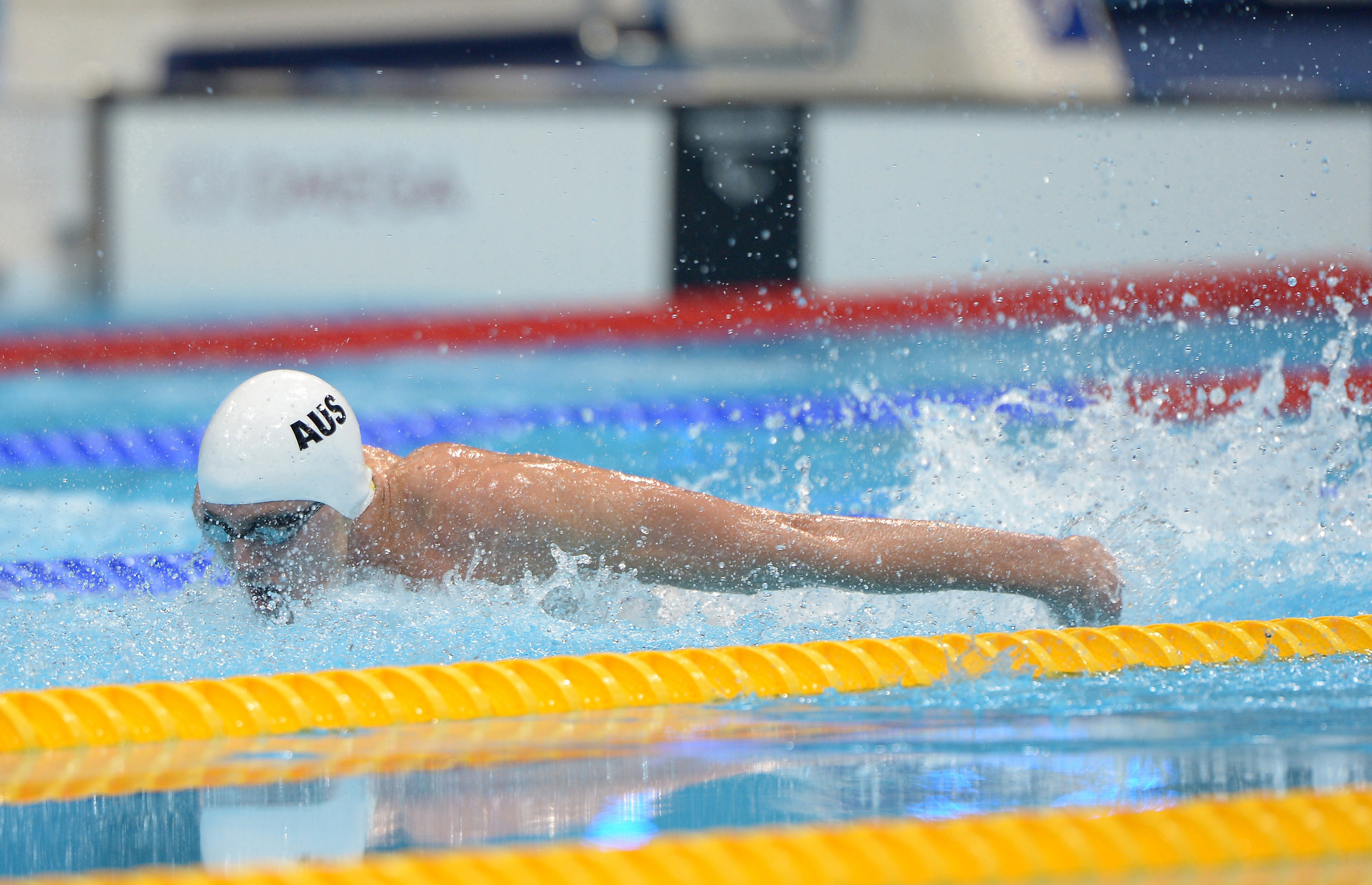
Brenden Hall disputando os Jogos Paralímpicos de Londres, em 2012.